# Roland Wohlfarth
Roland Wohlfarth (Bocholt, 11 de Janeiro de 1963) é um ex-futebolista alemão que jogava como atacante.

## Carreira
Revelado pelo Borussia Bocholt, Wohlfarth jogou por 19 anos, com destaque para suas passagens por MSV Duisburg e Bayern de Munique, onde atuou por 9 temporadas. Pelos bávaros, disputou 254 partidas e marcou 119 gols, conquistando 5 Bundesligas, uma Copa da Alemanha (em 1985–86, fazendo um hat-trick na decisão contra o Stuttgart) e um bicampeonato da Supercopa da Alemanha. A única experiência fora de seu país foi na temporada 1993–94, quando defendeu o Saint-Étienne (França).
Na reta final da carreira, jogou por Bochum (chegou a ser suspenso por 2 meses após ser pego no exame antidoping), VfB Leipzig (atual Lokomotive Leipzig), Wuppertal e 1. FC Bocholt, onde se aposentou em 2000.

## Carreira internacional
Após defender as equipes Sub-18 (5 jogos e um gol entre 1981), Sub-20 (6 jogos e 4 gols no mesmo ano) e Sub-21 da Alemanha Ocidental (6 partidas e um gol entre 1982 e 1983), Wohlfarth disputou 2 partidas pela equipe adulta  (uma em 1986 e outra em 1989), não tendo feito nenhum gol.

## Títulos
Bayern de Munique
- Bundesliga: 1984–85, 1985–86, 1986–87, 1988–89, 1989–90
- Copa da Alemanha: 1985–86[1]
- Supercopa da Alemanha: 1987, 1990

### Individuais
- Artilheiro da 2. Bundesliga: 1983–84
- Artilheiro da Bundesliga: 1988–89, 1990–91